# Península de Nicoya
La península de Nicoya és una península de Costa Rica, la més gran del país, banyada per l'oceà Pacífic, limitada pel golf de Papagai al nord i el de Nicoya al sud. En les seves costes s'alternen platges de fines i grises sorres, penya-segats, plataformes d'abrasió, caps, illes, golfs, badies, esteros i rius, les aigües dels quals descendeixen drenant pujols de roques sedimentàries i volcàniques. Predomina un paisatge de densa vegetació tropical, conseqüència d'un clima càlid i subhumit. Es troben en ella algunes de les més aïllades i belles platges, per la qual cosa és una de les destinacions turístiques més populars. Aquí es troben el parc nacional Barra Honda i el parc nacional marí Les Baulas.

## Toponímia
El nom Nicoya era el nom del monarca que regnava a Nicoya a l'arribada dels espanyols en 1520 i sembla provenir de les paraules Nicúa i Necoclau o Necocyanh (del náhuatl). Aquest últim sembla significar península doncs, necoc significa a banda i banda, d'una i una altra part; yauh, la seva aigua, d'i, adjectiu possessiu de la tercera persona i de auh, atl o lau és aigua o mar; és a dir necociatl, Necoyauh, Nicoya, que significa país amb aigua en tots dos costats.

## Història

### Origen
La península de Nicoya va començar a formar-se en el període Cretàcic superior, fa uns 80 milions d'anys, sent la primera terra emergida del mar una petita illa en el que actualment és Cap Velas (es considera a aquest territori el més vell de tota Costa Rica). Durant l'Eocè, fa 53 milions d'anys, l'illa havia crescut, ocupant des de Cap Velas a Sàmara, i de Ostional a Nicoya.
Fa aproximadament de 11 a 16 milions d'anys, entre els períodes Terciari superior i Miocè mitjà, hi havia a l'actual territori de Guanacaste 2 illes, que corresponien respectivament a la península de Santa Elena, i gairebé la totalitat de la península de Nicoya, excepte Cabo Blanco, Jicaral, Bajo Negro i Curú.
Gairebé la totalitat del territori de Guanacaste era terra ferma per al Pliocè (1,5 a 5,3 milions d'anys), excepte platja Panamà i cap Blanco, i començava a annexionar-se a la resta de Costa Rica, fa uns 3 milions d'anys. Durant aquest període van aparèixer els primers mamífers (rosegadors i depredadors petits). La fusió amb el territori continental va significar el pas d'alguns mamífers meridionals cap a la península, que no van poder competir amb els provinents del nord, excepte algunes espècies com la guineu pelón, la guatuza, el tepezcuintle, els micos i els cavalls. L'Edat de Gel va descendir les temperatures a una mitjana de 20 i 23 °C, la qual cosa va permetre un descens del nivell del mar i l'aparició del Golf de Nicoya. Això va permetre l'aparició d'espècies de flora com els mangles, higuerones, Conocarpus, Alchornea i Anachardium, falgueres arborescentes (Cnemidaria, Cyathea), arbustivos i herbacis (Polypodiales, Pteridaceae).
L'elevació de la serralada Volcànica de Guanacaste (Plistocè) va provocar canvis en el clima i la vegetació, que es van tornar similars als actuals. Van aparèixer grans mamífers similars a elefants (Gomphotherium, Cuvieronius, Haplomastodon), gliptodons, megateris, milodonts i saínos (Tayassuidae).